# Bandiat
Le Bandiat est une rivière du Sud-Ouest de la France et un affluent de la Tardoire, donc un sous-affluent de la Charente. Il arrose les trois départements de la Haute-Vienne, de la Dordogne et de la Charente, en région Nouvelle-Aquitaine.
Son cours a la particularité de disparaître partiellement en période de hautes eaux et complètement en basses eaux, dans des cavités du sous-sol karstique. Une partie de cette eau alimente la deuxième exsurgence de France : les sources de la Touvre.

## Hydronymie
Le nom du cours d'eau est attesté sous des formes anciennes : ripperia de Bandeato en 1294 et fluvium de Bandeato en 1300.
D'origine non déterminée, il pourrait dériver du radical préceltique °ban, qui se retrouve dans plusieurs noms de cours d'eau en France (comme la Banège).

## Géographie

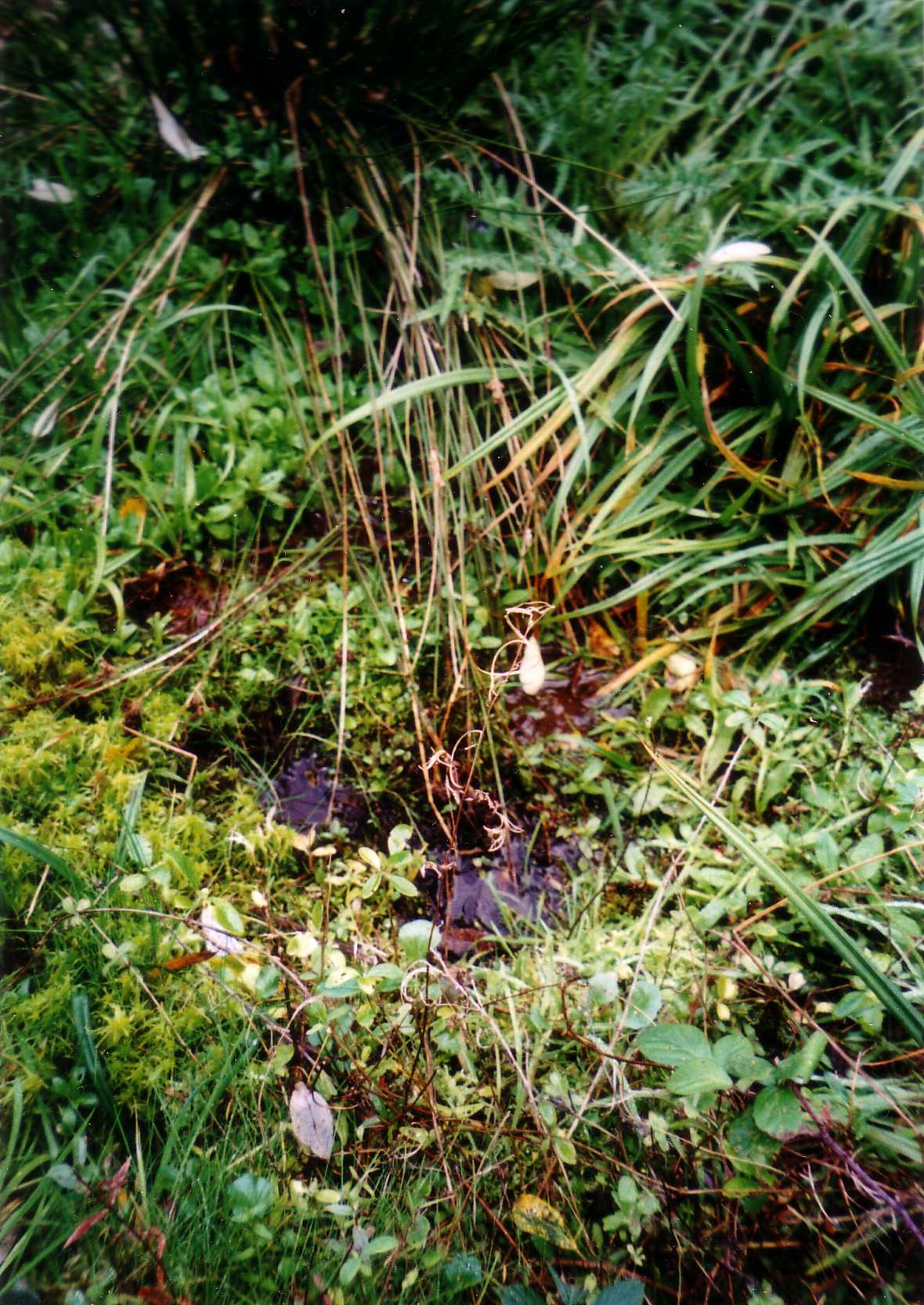
La source du Bandiat.

Le Bandiat prend sa source en Haute-Vienne, dans les monts de Châlus, sur le versant sud-ouest du puy Chauvet à 443 m d'altitude, à l'extrême nord-est de la commune de La Chapelle-Montbrandeix. Il prend la direction du sud-ouest et alimente l'étang de Masselièvre. Il passe sous la route départementale (RD) 64, au sud-est du bourg de La Chapelle-Montbrandeix, puis sous la RD 15 au nord-ouest du bourg de Pensol. Il alimente successivement l'étang de l'Épinassie et l'étang de Ballerand au sortir duquel il passe de nouveau sous la RD 64. En forêt de Ballerand, il sert de limite départementale sur 800 mètres avant de pénétrer en Dordogne, baignant le Nontronnais. Il passe sous la RD 96 au nord-ouest du bourg d'Abjat-sur-Bandiat puis sous la RD 87 à l'ouest de Savignac-de-Nontron. Il contourne Nontron, passant sous la RD 707 à l'est puis sous la RD 3 et l'ancien viaduc ferroviaire au sud de la ville. Il passe sous les RD 675E et 675 à Saint-Martial-de-Valette, oblique vers le nord-ouest et longe alors la RD 75. Il passe sous le viaduc de l'ancienne ligne ferroviaire du Quéroy-Pranzac à Thiviers au lieu-dit le Refuge avant de quitter le socle cristallin pour des terrains calcaires juste avant Montagenet (commune de Saint-Martial-de-Valette), et perd progressivement à partir de cet endroit son eau dans des gouffres. Il reçoit en rive droite la Doue. Il longe le bourg de Javerlhac où il est franchi par la RD 93. Il reçoit en rive droite le ruisseau de Varaignes juste avant de pénétrer en Charente sur la commune de Souffrignac. Il baigne successivement les bourgs de Feuillade (franchi par la RD 4) et de Marthon (passant sous la RD 16). Il est franchi successivement par la RD 108 puis la voie verte de l'ancienne voie ferroviaire. Sur près de six kilomètres, il alimente le canal du Vieux Bandiat et baigne le bourg de Chazelles, passant sous la RD 73 et prend la direction du nord. Il passe sous la RD 699 à l'ouest du bourg de Pranzac, qui est traversé par le canal du Bandiat, Ses eaux se perdent dans plusieurs gouffres importants (chez Roby, la Racine, Gauffry et la Cuve) et son cours passe sous la RN 141. En bordure orientale du bourg d'Agris, il passe sous la RD 390 avant de rejoindre la Tardoire en rive gauche, vers 70 mètres d'altitude, mais uniquement au moment des grandes crues, car en temps normal, arrivé à environ cinq kilomètres de la Tardoire, il n'a plus d'eau au niveau du lieu-dit les Vieilles Vaures sur la commune d'Agris.
Le Bandiat est long de 91,2 km.

### Communes et départements traversés

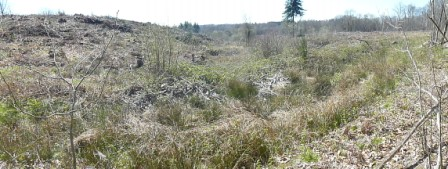
Vue d'ensemble à la source du Bandiat.

Le Bandiat arrose trois départements et vingt-deux communes, soit d'amont vers l'aval :
- en Haute-Vienne :
  - La Chapelle-Montbrandeix (source), Marval, Pensol, 2e passage sur Marval (étang de Ballerand) ;
- en Dordogne :
  - Abjat-sur-Bandiat, Augignac, Savignac-de-Nontron, Nontron, Saint-Martial-de-Valette, Saint-Martin-le-Pin, Lussas-et-Nontronneau, Javerlhac-et-la-Chapelle-Saint-Robert, Varaignes ;
- en Charente :
  - Souffrignac, Feuillade, Marthon, Saint-Germain-de-Montbron, Chazelles, Pranzac, Bunzac, Saint-Projet-Saint-Constant, Rivières et Agris (confluence).

### Bassin versant
Son bassin versant s'étend sur 559 km2. Il est constitué à 49,27 % de « territoires agricoles », à 48,41 % de « forêts et milieux semi-naturels », à 2,23 % de « territoires artificialisés », et à 0,17 % de « surfaces en eau ». Outre les vingt-deux communes baignées par Bandiat, le bassin en concerne également sept autres :
- Le Bourdeix, Piégut-Pluviers et Saint-Estèphe baignées par la Doue[6] ;
- Bussière-Badil, Étouars, Soudat et Teyjat baignées par le ruisseau de Varaignes[7].

### Affluents
Parmi ses vingt-neuf affluents répertoriés par le Sandre, seuls deux dépassent les dix kilomètres de longueur : la Doue avec 17,5 km et le ruisseau de Varaignes (ou Crochet dans sa partie aval, et ruisseau de l'Étang d'Assat dans sa partie amont) avec 13,5 km, tous deux en rive droite. Ces deux cours d'eau ayant eux-mêmes des sous-affluents. Le nombre de Strahler du Bandiat est donc de quatre.

## Hydrographie
Le Bandiat est très sensible à la pluviométrie. Par temps de pluie, il monte rapidement pour retrouver le niveau habituel tout aussi vite, dès le retour du beau temps.
Il a la particularité de se rétrécir de plus en plus en s'approchant de l'endroit où il devrait rejoindre la Tardoire. Quand il passe sous la route nationale 141 près de Saint-Projet il n'est plus qu'un ruisseau pour disparaître complètement trois kilomètres plus loin dans le plateau du karst de La Rochefoucauld. Toute l'eau disparaît dans des pertes appelées localement gouffres et alimente en partie les sources de la Touvre, la deuxième exsurgence la plus importante de France.

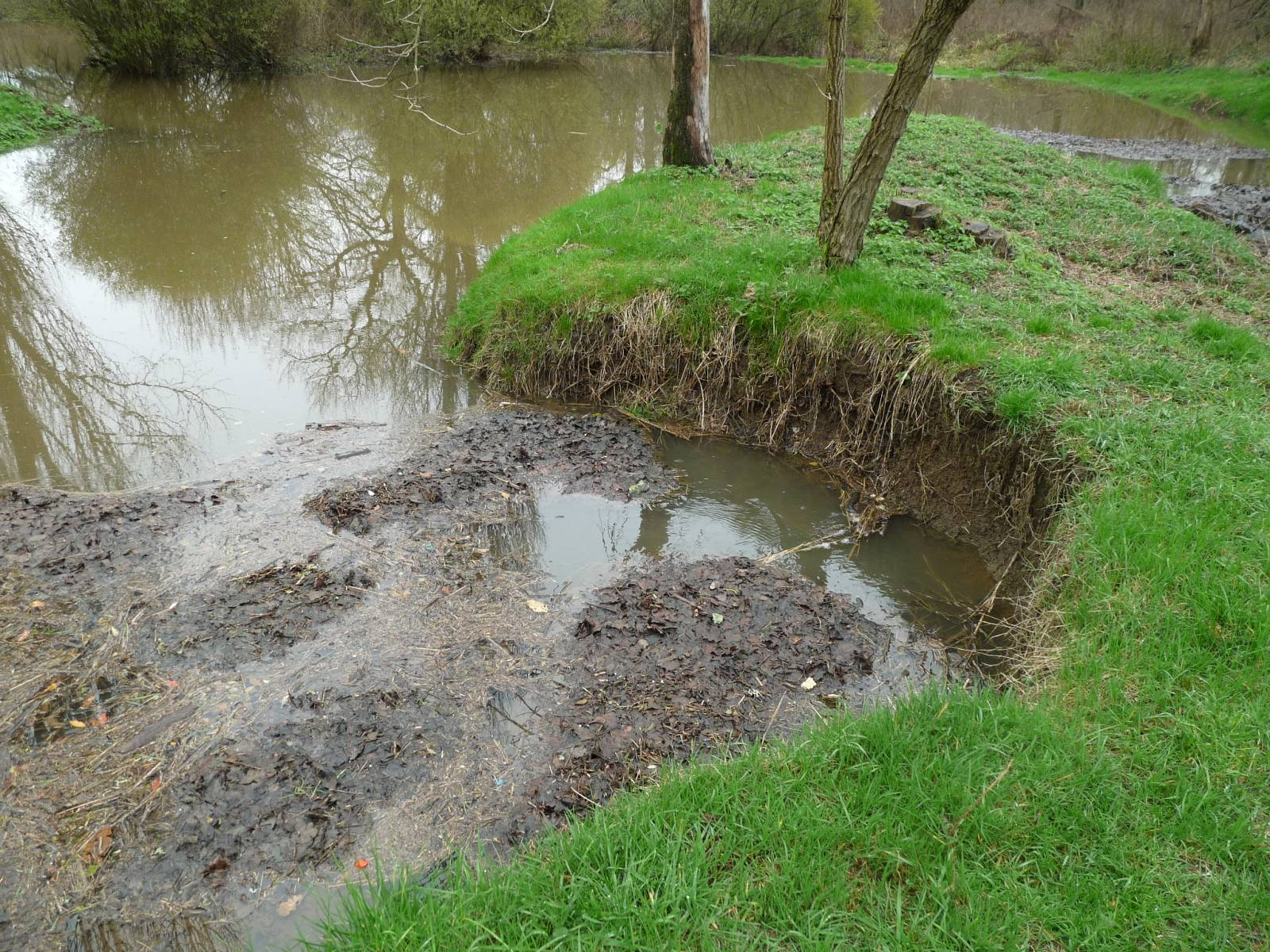
Le gouffre de Chez Roby, à Bunzac, en hiver.
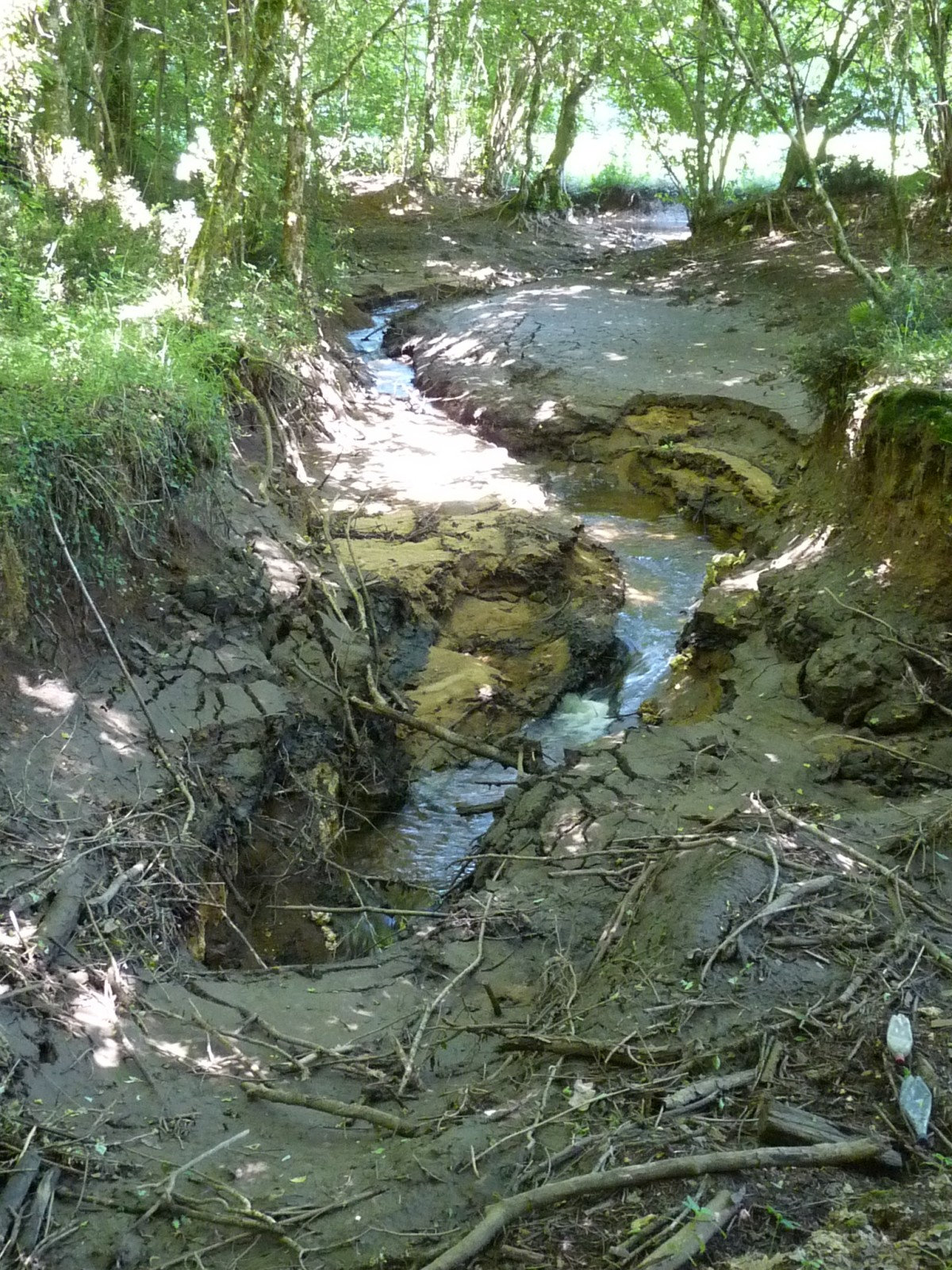
Un gouffre à Rivières, au printemps.
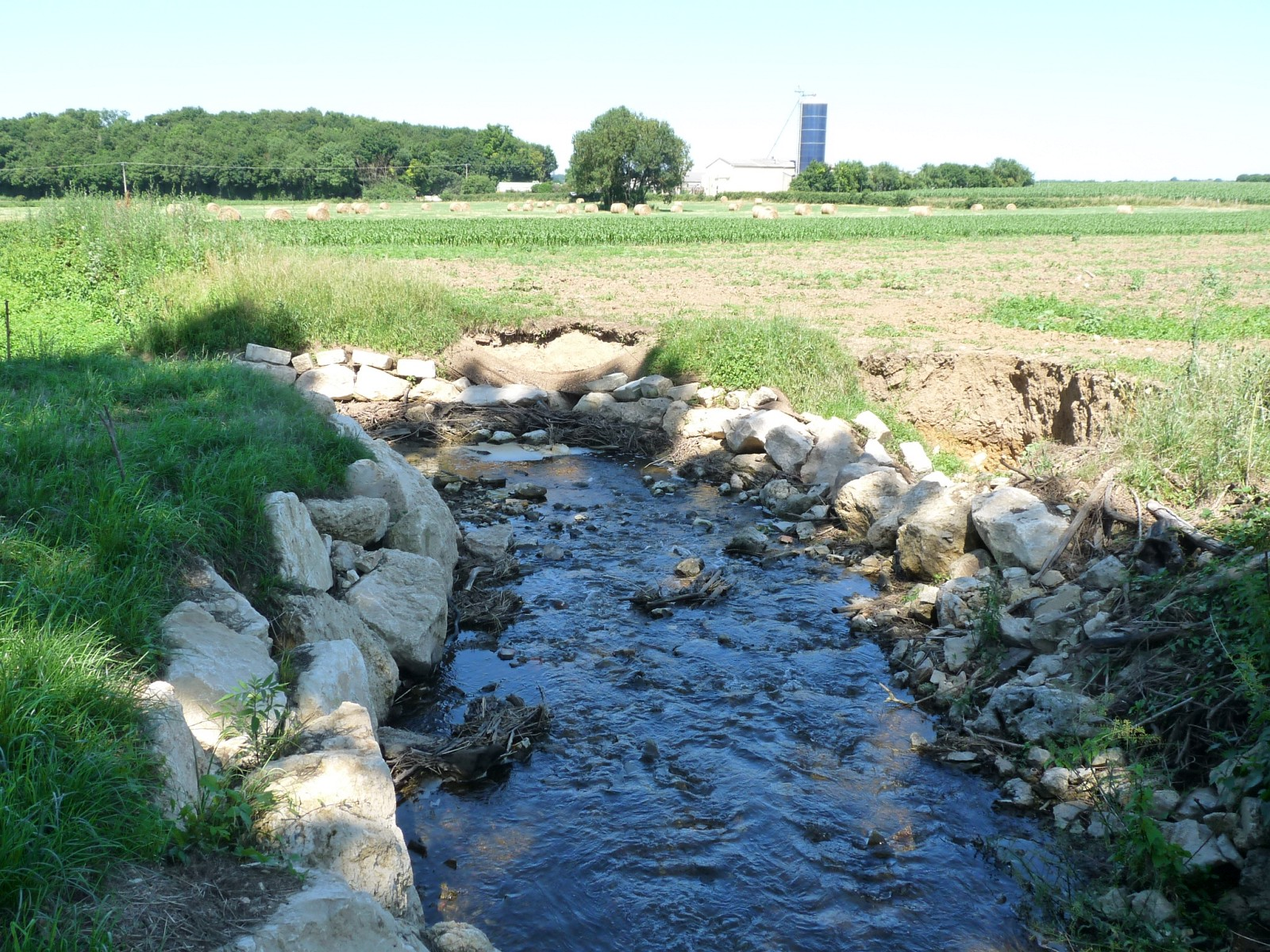
Un des derniers gouffres les plus en aval (en limite d'Agris et de Rivières), actif au printemps 2015.

### Le Bandiat à Feuillade
Le débit du Bandiat a été observé sur une période de 51 ans (1967-2018), à la station hydrologique de Feuillade, à plus de trente kilomètres en amont de sa confluence avec la Tardoire. À cet endroit, le bassin versant représente 333 km2, soit 60 % de celui du cours d'eau.
Sur cette période, le module y est de 3,63 m3/s.
Le Bandiat présente des fluctuations saisonnières de débit, avec une période de hautes eaux caractérisée par un débit mensuel moyen évoluant dans une fourchette de 3,98 à 7,36 m3/s, de décembre à mai inclus (avec un maximum en février). La période des basses eaux a lieu de juin à novembre, avec une baisse du débit moyen mensuel allant jusqu'à 0,812 m3 au mois d'août. Cependant ces chiffres ne sont que des moyennes et les fluctuations de débit peuvent être plus prononcées selon les années et sur des périodes plus courtes.

### Étiage ou basses eaux
À l'étiage le VCN3 peut chuter jusque 0,100 m3, en cas de période quinquennale sèche, soit cent litres par seconde, ce qui peut être qualifié de très sévère, le débit du cours d'eau étant alors réduit à 2,75 % du module.

### Crues

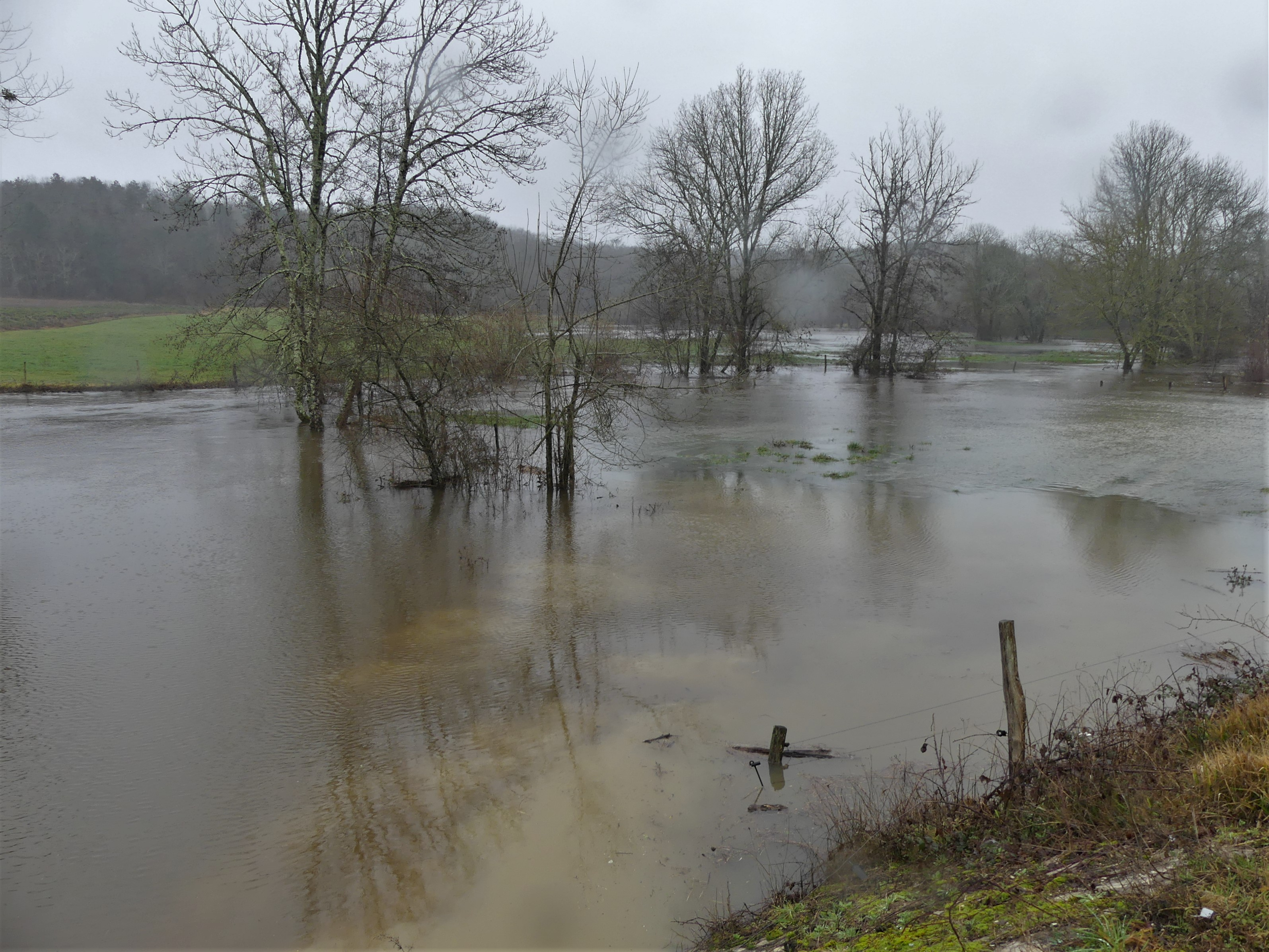
Le Bandiat en crue en janvier 2018 en limite des communes de Lussas-et-Nontronneau et Javerlhac-et-la-Chapelle-Saint-Robert.

Les crues peuvent cependant s'avérer importantes. Les QIX 2 et QIX 5 valent respectivement 22 et 28 m3/s. Le QIX 10 est de 32 m3/s, le QIX 20 de 36 m3, tandis que le QIX 50 se monte à 41 m3/s.
Le débit instantané maximal enregistré à la station de Feuillade durant cette période a été de 50,9 m3/s le 24 janvier 2009. Si l'on compare ce débit à l'échelle des QIX de la rivière, cette crue était nettement supérieure au QIX 50, donc exceptionnelle.
La valeur journalière maximale a été relevée ce même jour avec un débit de 42,7 m3/s.

### Lame d'eau et débit spécifique
La lame d'eau écoulée dans son bassin versant est de 345 millimètres annuellement, ce qui est légèrement supérieur à la moyenne de la France entière tous bassins confondus (320 millimètres). Le débit spécifique du Bandiat (ou Qsp) atteint ainsi à Feuillade le chiffre de 10,9 litres par seconde et par kilomètre carré de bassin.

## Environnement
Dans sa traversée des départements de la Haute-Vienne puis de la Dordogne, le Bandiat s'écoule à l'intérieur du parc naturel régional Périgord-Limousin.
La ZNIEFF continentale de type 1 des « Vallées du réseau hydrographique du Bandiat » totalise 1 717,79 hectares répartis sur seize communes de la Dordogne le long des cours d'eau du Bandiat et de quelques-uns de ses affluents dont le ruisseau de Fargeas, le ruisseau de l'étang Millau, le ruisseau de l'étang du Moulin de Lestrade, le ruisseau du Moulin de Rhins, le ruisseau de Saint-Martin, la Doue (et son affluent le ruisseau des Forges), la Marcourive et le ruisseau de Varaignes (aussi appelé le Crochet). Son altitude varie de 115 m à 280 m et 97 espèces végétales y ont été répertoriées dont l'aigremoine élevée  (Agrimonia procera), la littorelle à une fleur (Littorella uniflora), espèce aquatique protégée sur l'ensemble du territoire français métropolitain, la jacinthe des bois (Hyacinthoides non-scripta), la myrtille (Vaccinium myrtillus), l'osmonde royale (Osmunda regalis) et le polystic à frondes soyeuses (Polystichum setiferum). Au niveau de la faune, une espèce de chauve-souris, la barbastelle commune (Barbastella barbastellus), protégée sur l'ensemble du territoire français métropolitain ainsi que par la directive habitats européenne, y est présente.

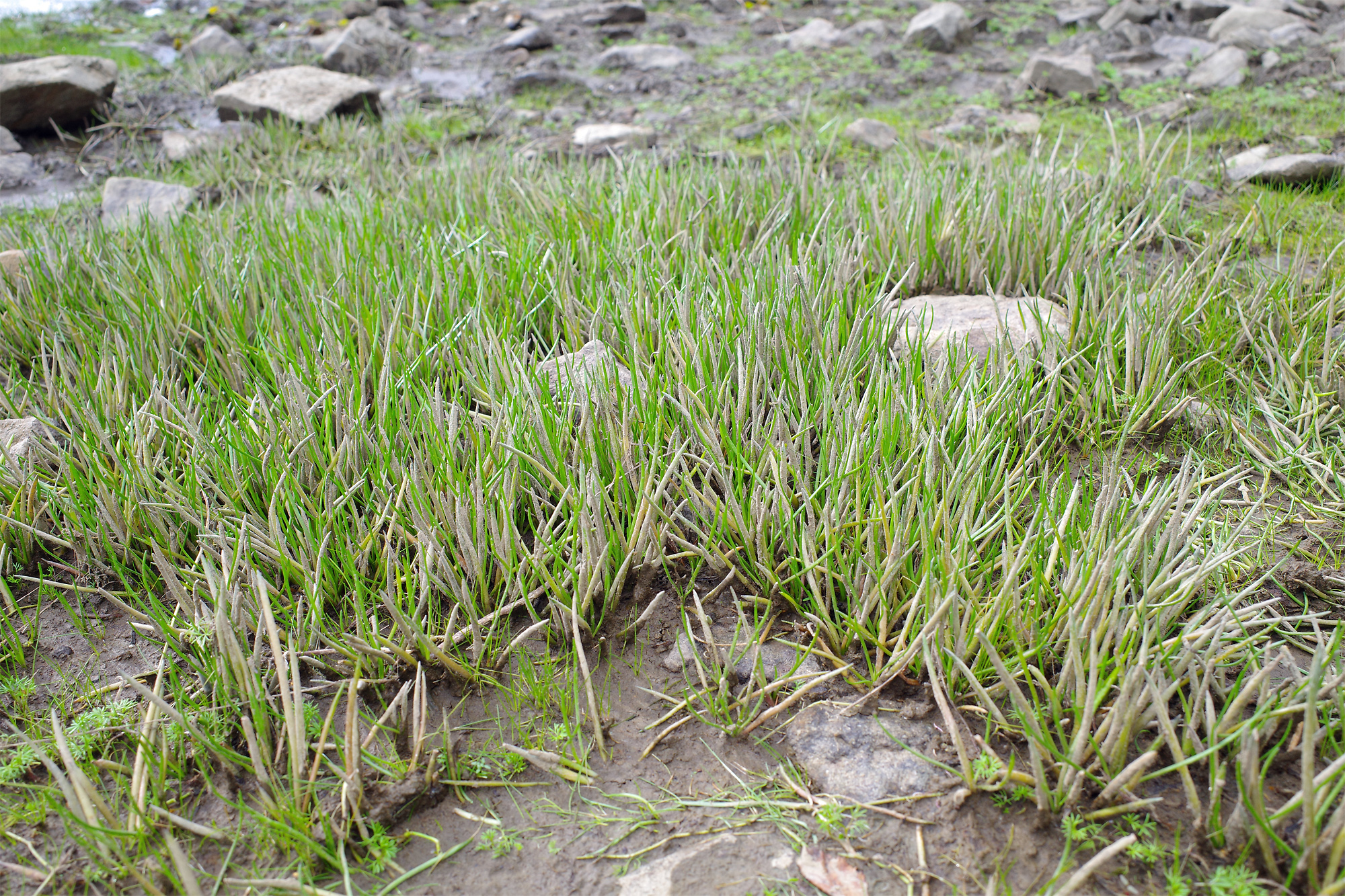
Littorelle à une fleur.
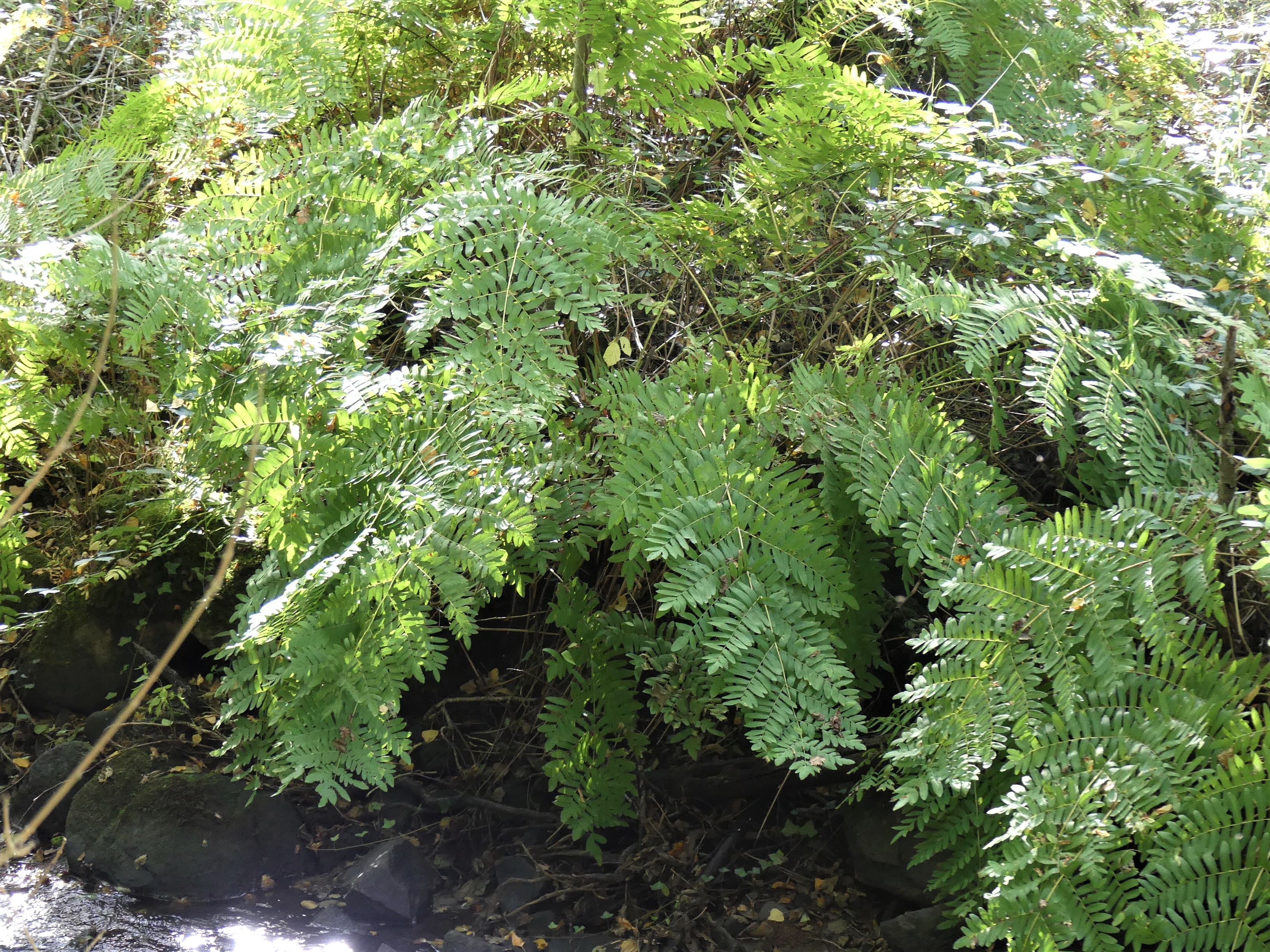
Osmonde royale au bord du Bandiat.
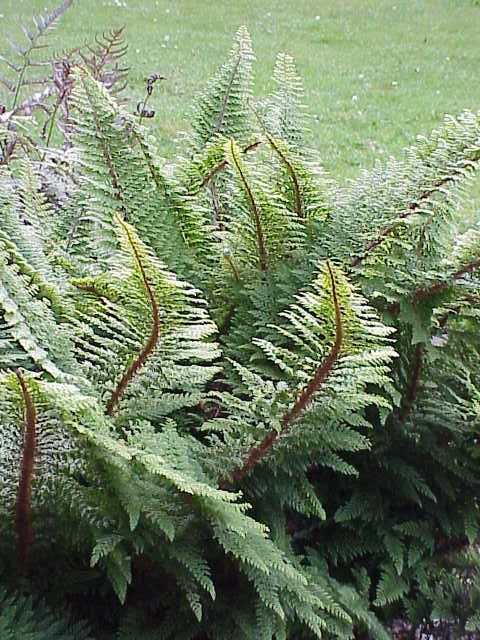
Polystic à frondes soyeuses.

Dans sa partie amont, en Haute-Vienne, le Bandiat traverse successivement quatre ZNIEFF de type 1, où ont été recensées de nombreuses espèces déterminantes, aussi bien en flore qu'en faune, dans les années 1990 ou 2000.
- Aux sources du Bandiat, le bois des Essarts s'étend sur 702,41 hectares[11] ; c'est un massif de feuillus qui abrite de très anciens châtaigniers et chênes ; les espèces déterminantes suivantes y ont été observées :
  - un crapaud, le sonneur à ventre jaune (Bombina variegata) ;
  - quatre espèces de coléoptères : le cychre élancé (Cychrus attenuatus), l'ergate forgeron Ergates faber, Gnorimus octopunctatus et le pique-prune (Osmoderma eremita), insecte protégé en France ;
  - un mammifère, la loutre d'Europe (Lutra lutra) ;
  - quatre espèces d'oiseaux : le busard Saint-Martin (Circus cyaneus), le cincle plongeur (Cinclus cinclus), l'engoulevent d'Europe (Caprimulgus europaeus), et le torcol fourmilier (Jynx torquilla) ;
  - sept espèces de plantes phanérogames : la bruyère ciliée (Erica ciliaris), la campanille à feuilles de lierre (Wahlenbergia hederacea) la droséra à feuilles rondes (Drosera rotundifolia), la droséra intermédiaire (Drosera intermedia), la gentiane des marais (Gentiana pneumonanthe), le rhynchospore blanc (Rhynchospora alba) et la violette des marais (Viola palustris) ;
  - une plante ptéridophyte, le lycopode des tourbières (Lycopodiella inundata).
- Les landes et prairies du Puy Doumeau, ancien site des Landes de Masgiraud-Masselièvre, est une zone de tourbières et de landes recouvrant 257,45 hectares[12] ; les espèces déterminantes suivantes y ont été observées :
  - un papillon, le miroir (Heteropterus morpheus) ;
  - un mammifère, la loutre d'Europe (Lutra lutra) ;
  - dix espèces d'oiseaux : la bécassine des marais (Gallinago gallinago), le bruant des roseaux (Emberiza schoeniclus), le bruant fou  (Emberiza cia), la cisticole des joncs (Cisticola juncidis), l'engoulevent d'Europe (Caprimulgus europaeus), la fauvette pitchou (Sylvia undata), le héron pourpré (Ardea purpurea), le pipit farlouse (Anthus pratensis), le tarier des prés (Saxicola rubetra), le torcol fourmilier (Jynx torquilla) ;
  - huit espèces de plantes phanérogames : la bruyère ciliée (Erica ciliaris), la campanille à feuilles de lierre (Wahlenbergia hederacea), la droséra à feuilles rondes (Drosera rotundifolia), la droséra intermédiaire (Drosera intermedia), la gentiane des marais (Gentiana pneumonanthe), la linaigrette à feuilles étroites (Eriophorum angustifolium), la lobélie brûlante (Lobelia urens) et le rhynchospore blanc (Rhynchospora alba).
- Les landes et prairies humides du Theillaud et des Tuileries s'étendent sur 133,92 hectares[13] ; les espèces déterminantes suivantes y ont été observées :
  - un crapaud, le crapaud calamite (Epidalea calamita) ;
  - un mammifère, la musaraigne aquatique (Neomys fodiens) ;
  - un oiseau, le goéland brun (Larus fuscus) ;
  - onze espèces de plantes phanérogames : la bruyère ciliée (Erica ciliaris), la campanille à feuilles de lierre (Wahlenbergia hederacea), la droséra intermédiaire (Drosera intermedia), le flûteau nageant (Luronium natans), la gentiane des marais (Gentiana pneumonanthe), la lobélie brûlante (Lobelia urens), la narthécie des marais (Narthecium ossifragum), le rhynchospore blanc (Rhynchospora alba), le rhynchospore brun (Rhynchospora fusca), la spiranthe d'été (Spiranthes aestivalis) et la violette des marais (Viola palustris).
- L'étang de Ballerand et ses rives composées notamment de zones tourbeuses s'étendent sur 127,10 hectares[14] ; les espèces déterminantes suivantes y ont été observées :
  - un mammifère, la loutre d'Europe (Lutra lutra) ;
  - trois insectes : le damier de la succise (Euphydryas aurinia), le Grillon des marais (de) (Pteronemobius heydenii) et le pennipatte orangé (Platycnemis acutipennis) ;
  - six espèces d'oiseaux : le bruant des roseaux (Emberiza schoeniclus), le busard Saint-Martin (Circus cyaneus), le cincle plongeur (Cinclus cinclus), le fuligule milouin (Aythia ferina), la sarcelle d'hiver (Anas crecca) et le tarin des aulnes (Spinus spinus) ;
  - sept espèces de plantes phanérogames : la bruyère à balais (Erica scoparia), la bruyère ciliée (Erica ciliaris), la carline commune (Carlina vulgaris), la linaigrette à feuilles étroites (Eriophorum angustifolium), la littorelle à une fleur (Littorella uniflora), la parnassie des marais (Parnassia palustris) et la potentille des marais (Comarum palustre).

## Monuments ou sites remarquables à proximité
- Le château de Nontron[15].
- L'église Saint-Martial  à Saint-Martial-de-Valette[16].
- À Javerlhac :
  - l'église Saint-Étienne[17],
  - le château de Javerlhac[18],
  - Forgeneuve[19].
- L'église Saint-Pierre[20] et le château de Belleville à Feuillade.
- À Marthon :
  - les ruines du donjon[21],
  - le château-Neuf[22],
  - l'église Saint-Martin[23].
- L'église Saint-Germain de Saint-Germain-de-Montbron[24].
- L'église Saint-Paul de Chazelles[25].
- À Pranzac, la lanterne des morts[26], l'église Saint-Cybard[27] et les ruines du  château.
- Le château de Puyvidal à Saint-Projet-Saint-Constant[28].
- L'église Saint-Caprais d'Agris[29].

## Galerie

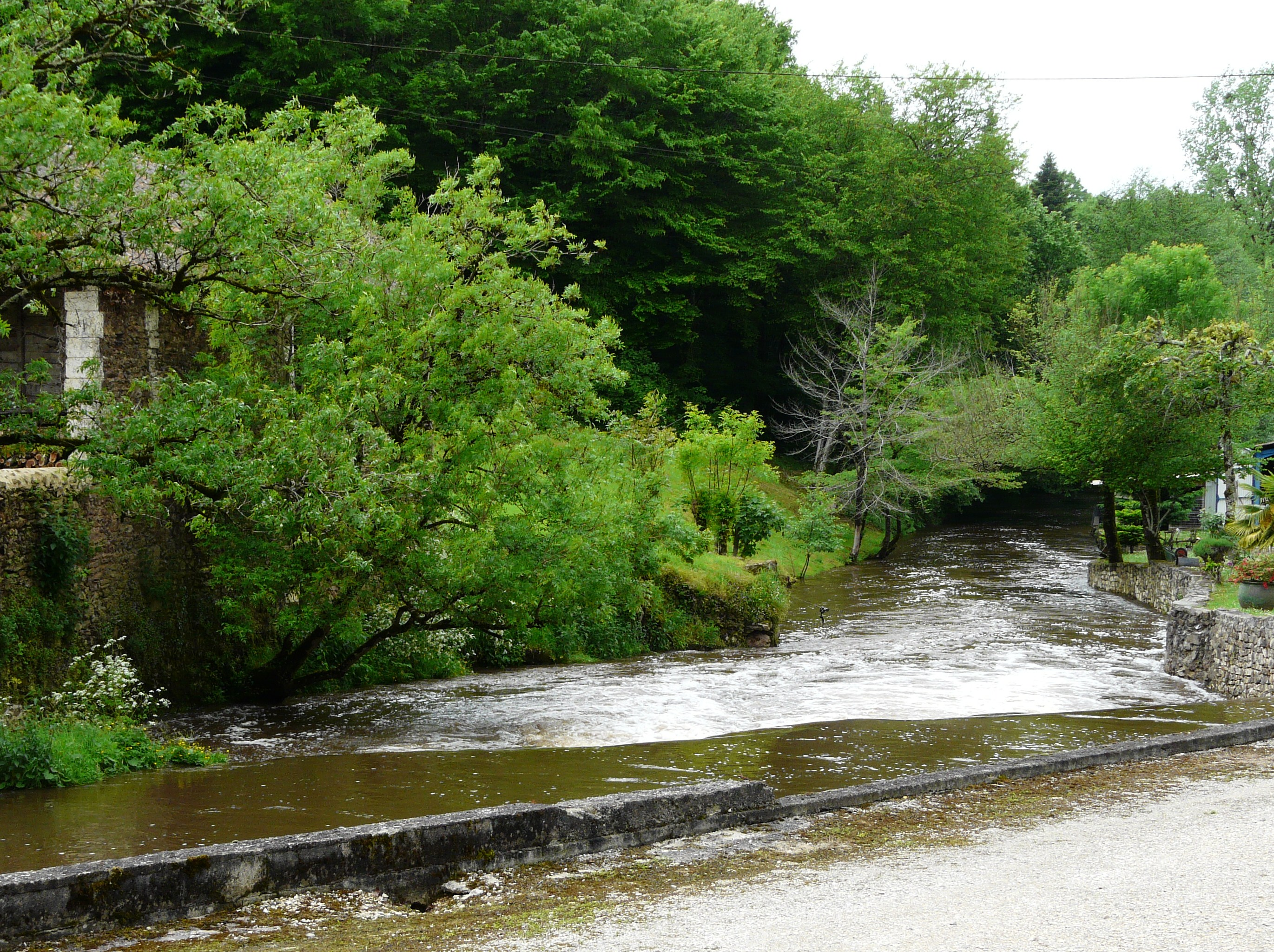
Au lieu-dit les Roches hautes à Saint-Martial-de-Valette.
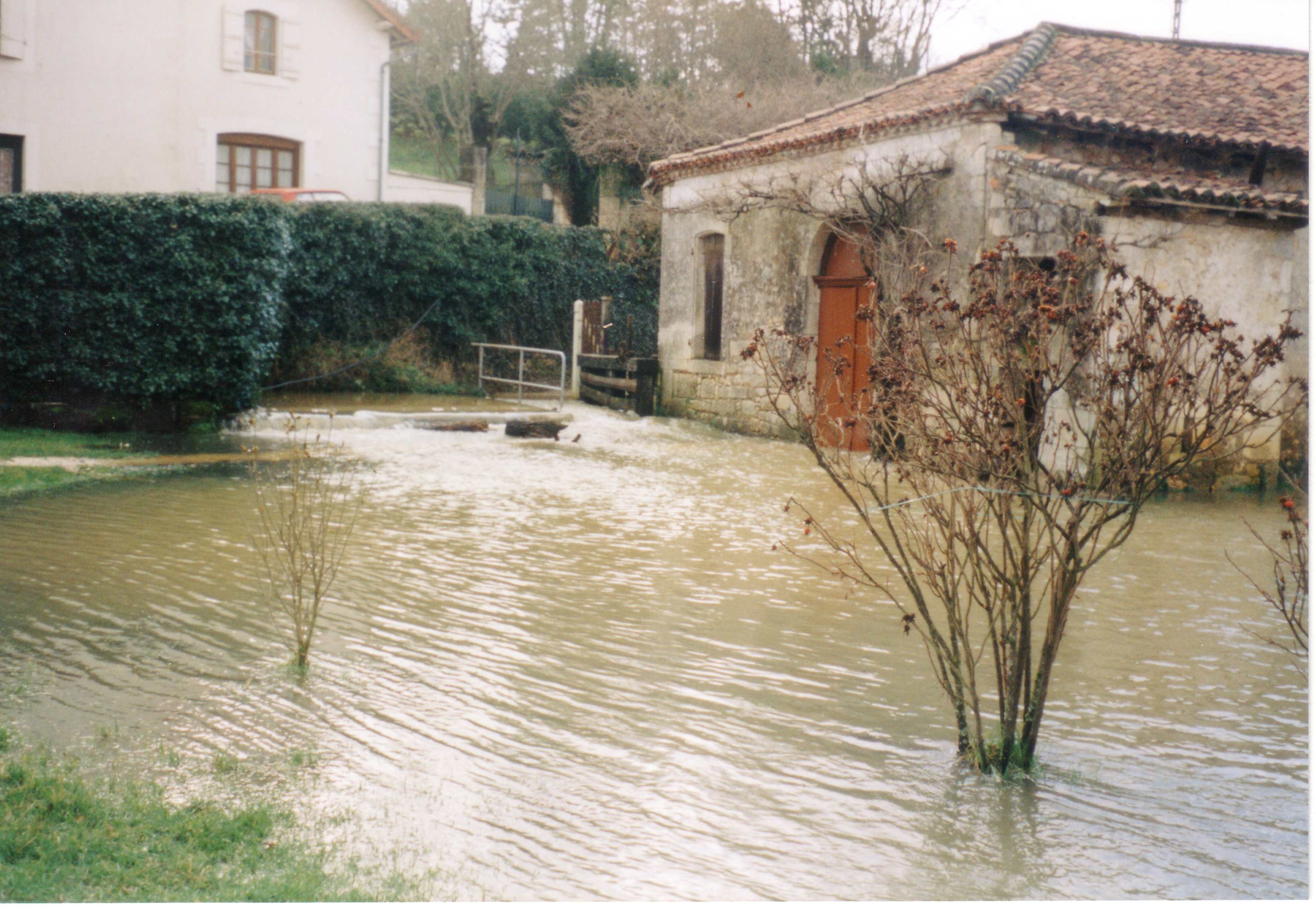
Inondation hivernale à Javerlhac.
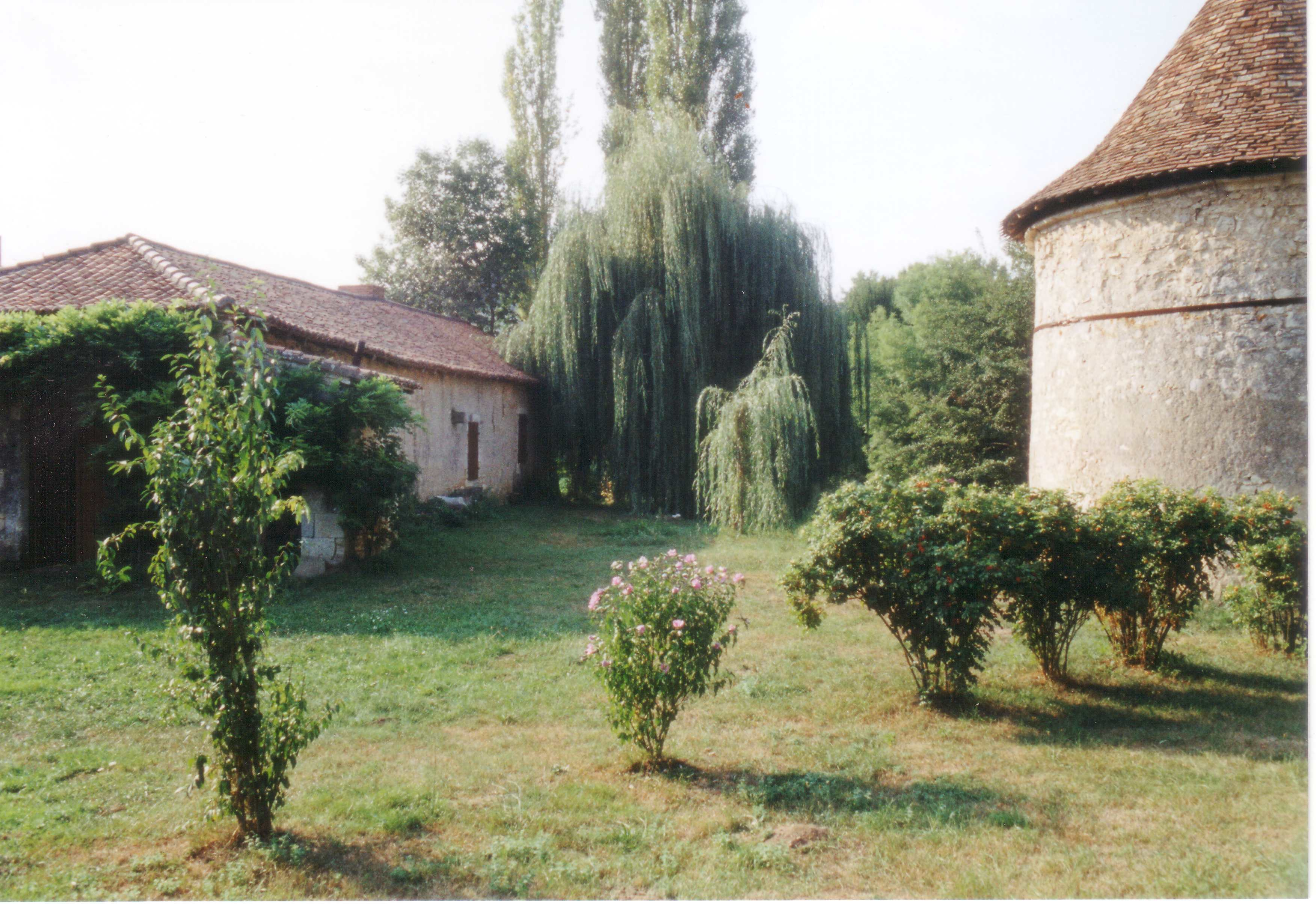
Le même endroit en été.
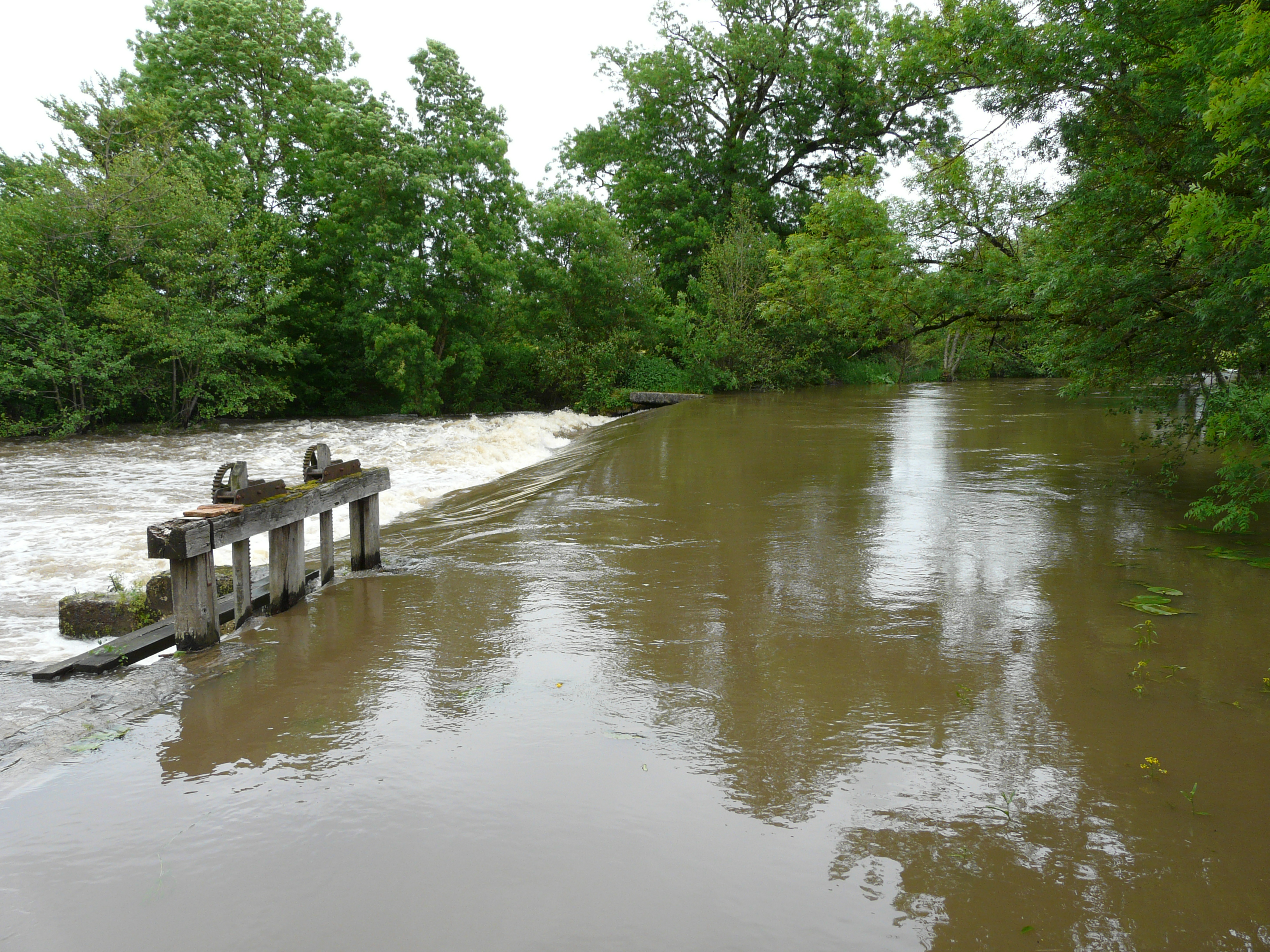
Barrage à Feuillade.
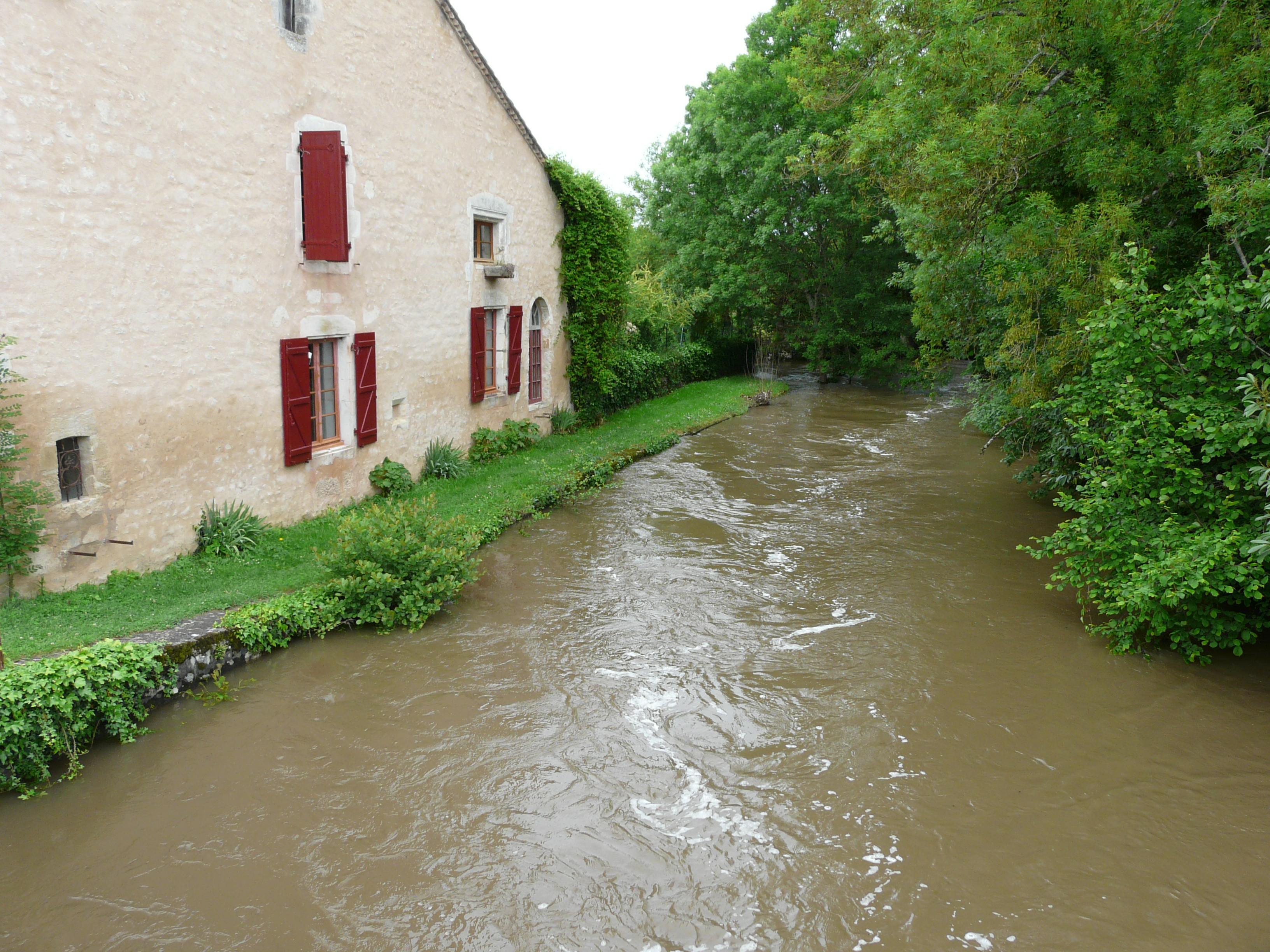
À Marthon après plusieurs jours de pluie.
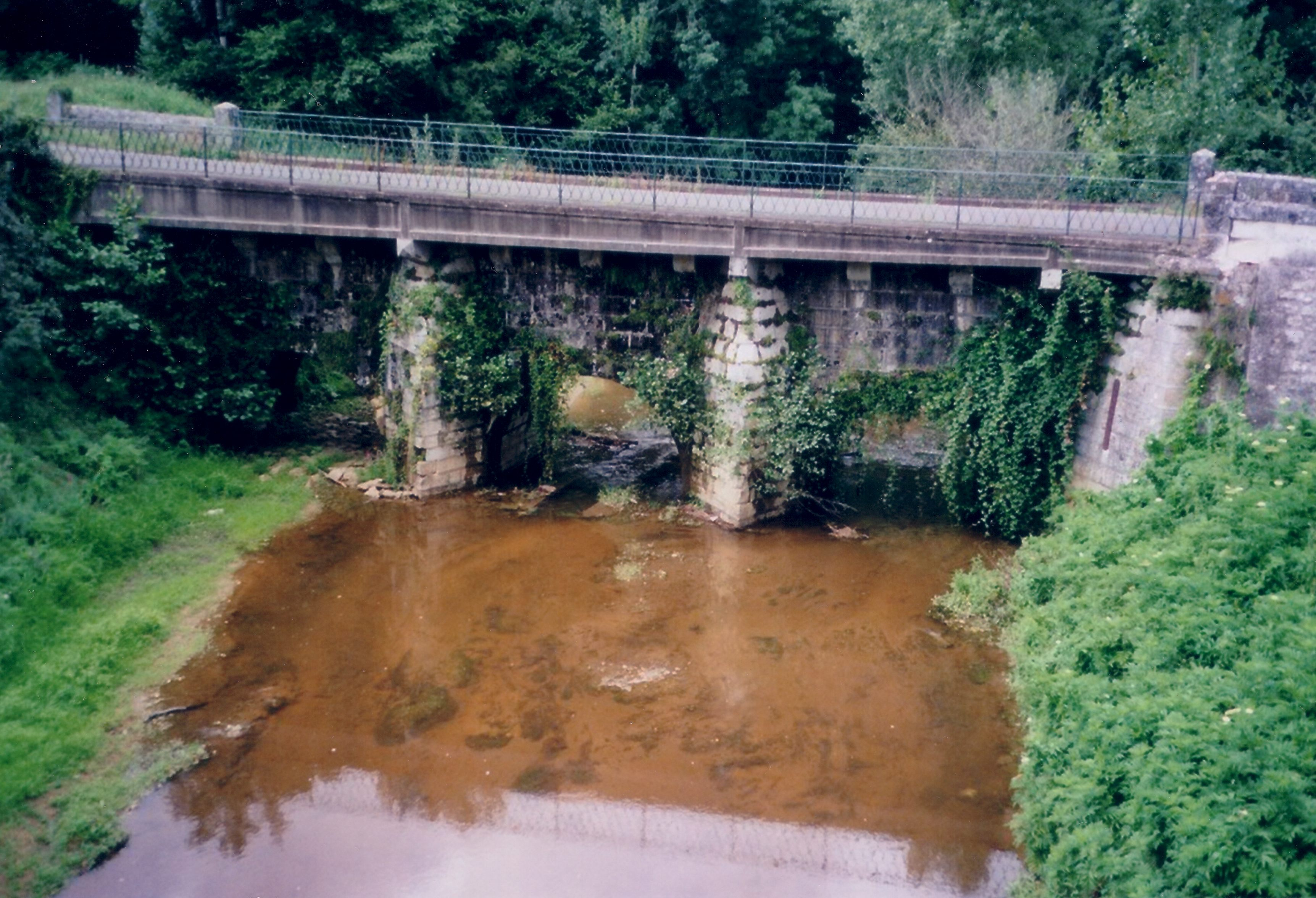
Près de Pranzac.
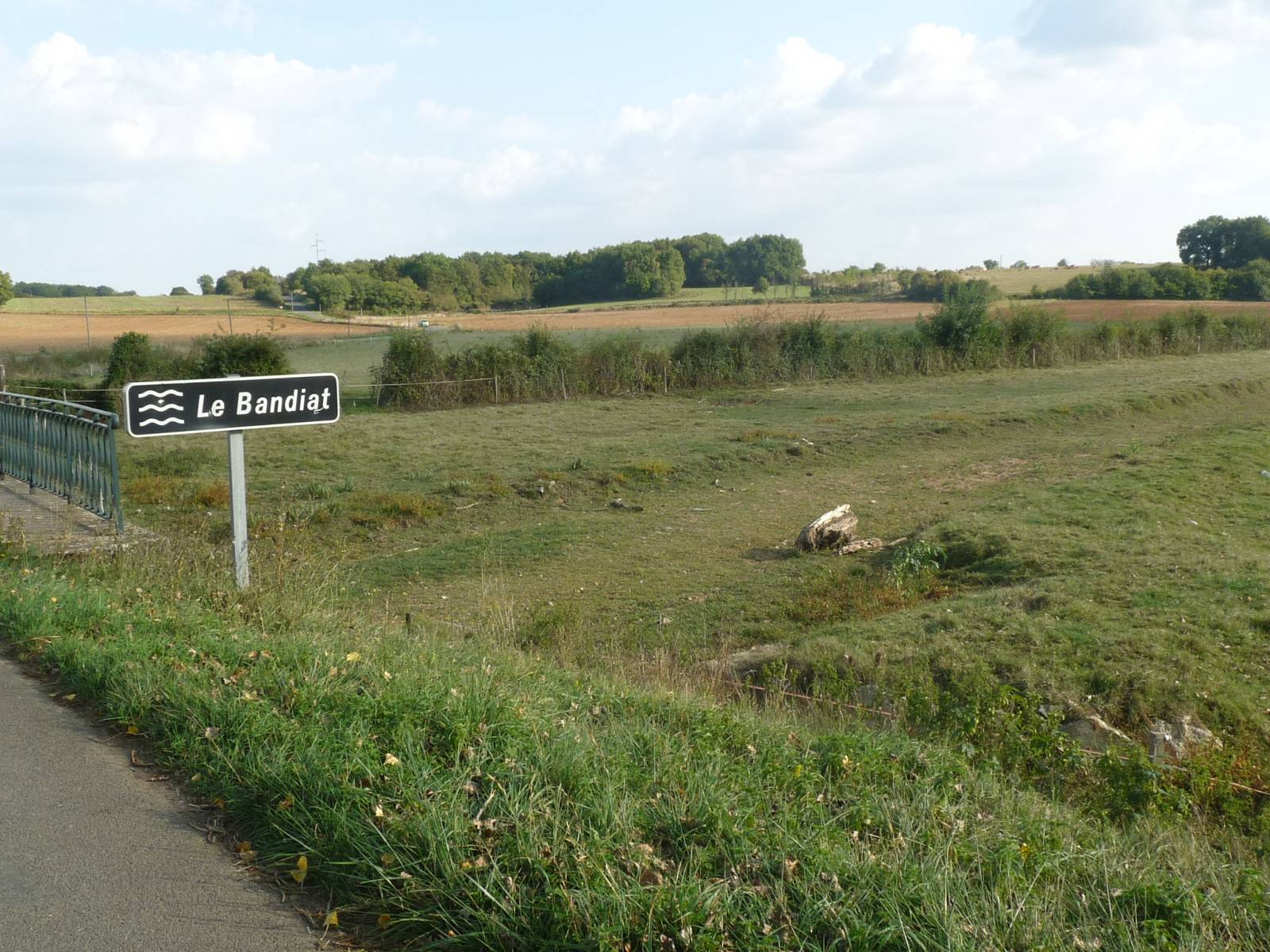
Au lieu-dit les Vieilles Vaures (commune d'Agris) à environ 5 km d'Agris.
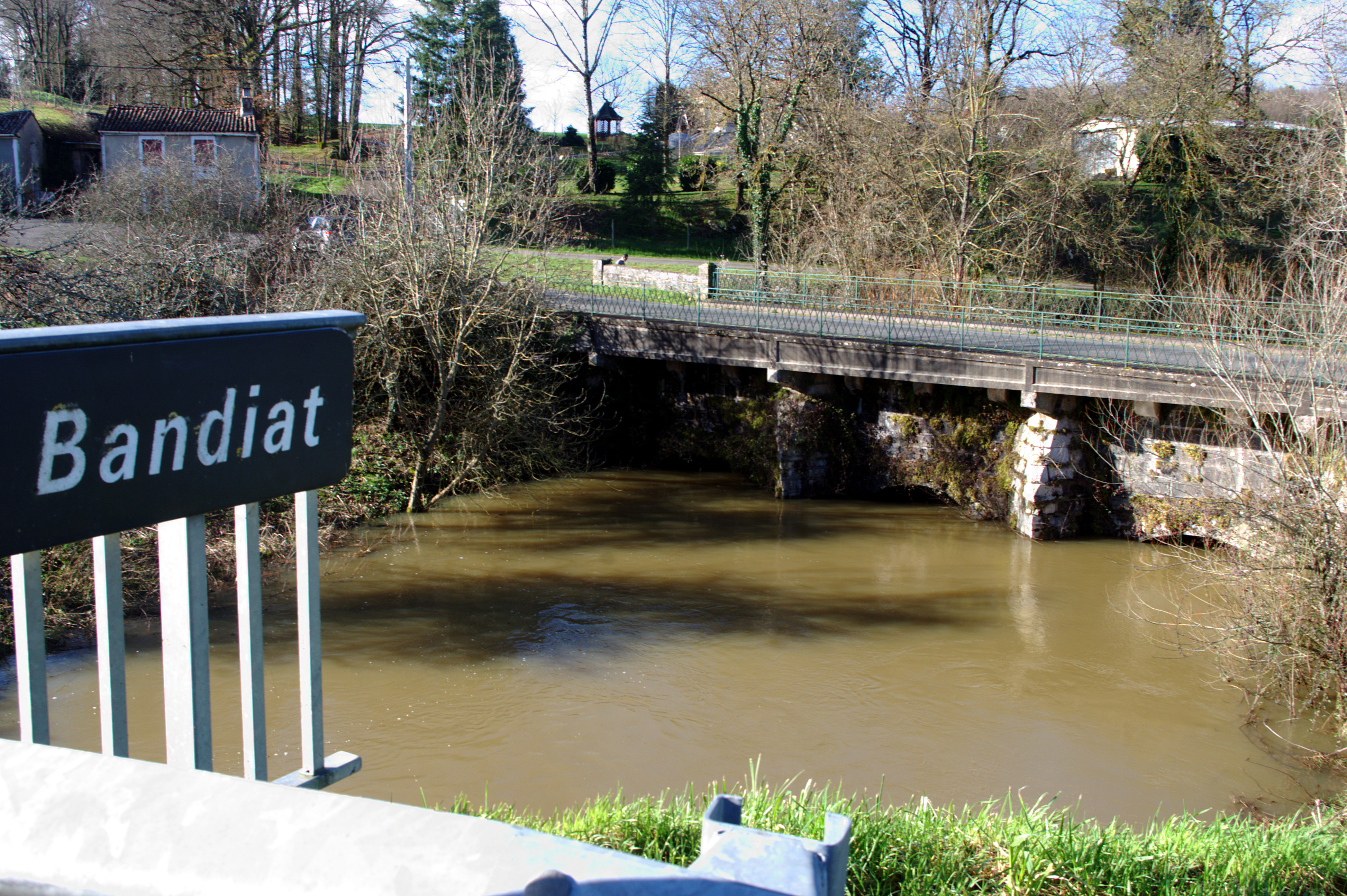
À Pranzac, février 2021.
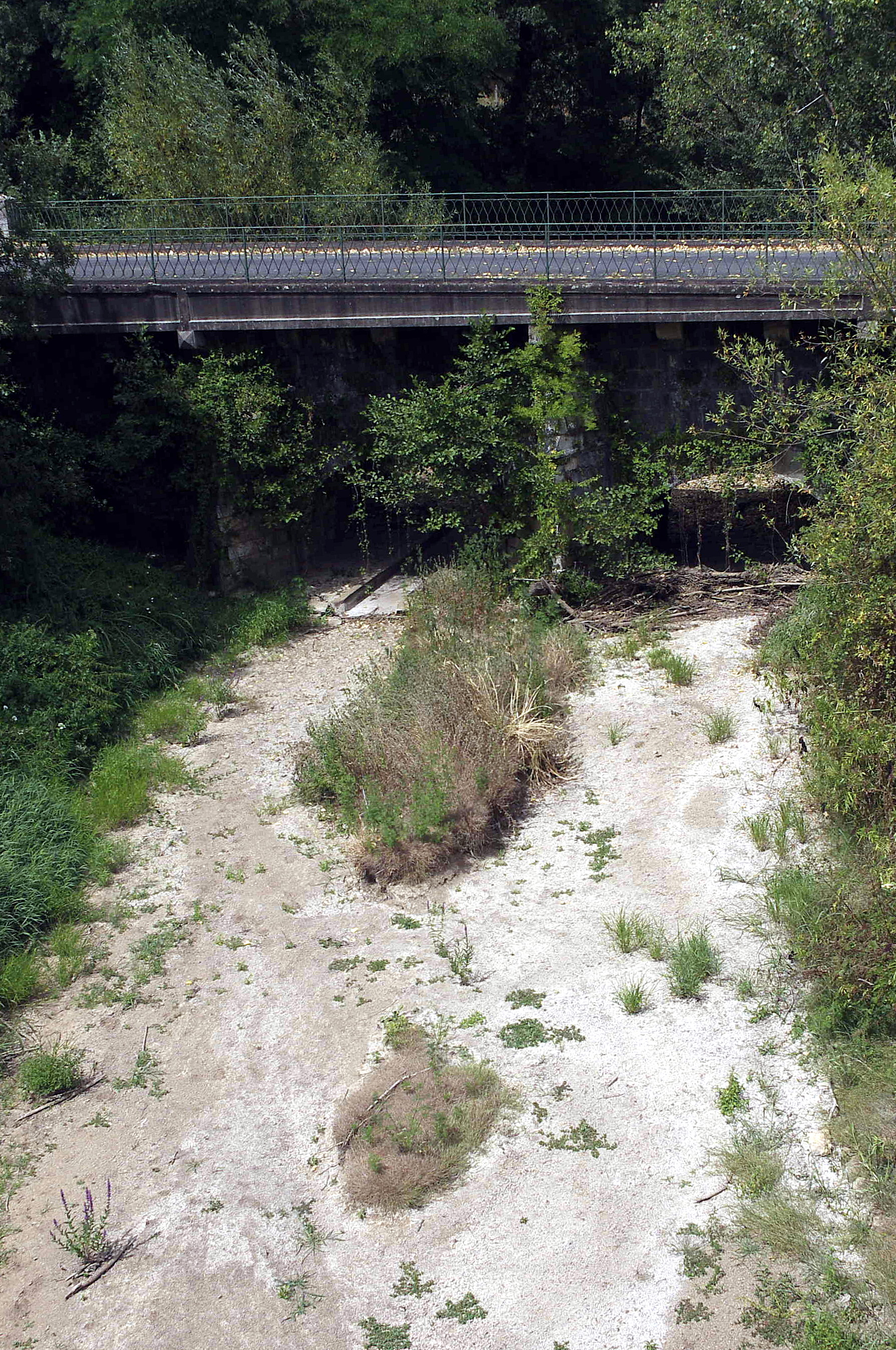
À Pranzac, août 2022.